# Carlos Quintanilla Quiroga
Carlos Quintanilla Quiroga est un homme d'État bolivien né le 22 janvier 1888 à Cochabamba et mort le 8 juin 1964 dans la même ville. Il est président de la Bolivie d'août 1939 à avril 1940.